# Faerberia carbonaria
Cantharellus carbonarius · Chanterelle des charbonnières
Genre
Espèce
Synonymes
- Cantharellus anthracophilus Lév.[3]
- Cantharellus carbonarius (Alb. & Schwein.) Fr.[3]
- Cantharellus leucophaeus (Pers.) Nouel[3]
- Cantharellus radicosus Berk. & Broome[3]
- Cantharellus umbonatus var. carbonarius (Alb. & Schwein.) Fr.[3]
- Geopetalum carbonarium (Alb. & Schwein.) Pat.[3]
- Lentinus carbonarius (Alb. & Schwein.) Kühner[3]
- Merulius carbonarius Alb. & Schwein.[3]
- Merulius leucophaeus Pers.[3]
- Merulius umbonatus var. carbonarius (Alb. & Schwein.) Fr.[3]

Faerberia carbonaria (Alb. & Schwein.) Pouzar, 1981, dont le nom vernaculaire en français est Chanterelle des charbonnières (anciennement considéré comme une chanterelle avec le nom binomial Cantharellus carbonarius, Alb. et Schwein. ex Fr.) est une espèce de champignons basidiomycètes. Faerberia carbonaria est la seule espèce du genre Faerberia, appartenant à la famille des Polyporaceae, genre décrit en 1981 par le mycologue tchèque Zdenek Pouzar. Poussant sur la terre brûlée des charbonnières, ce champignon a une teinte analogue à celle de la Chanterelle cendrée mais présente un pied plein et à chair blanchâtre, contrairement au pied creux de cette dernière. L'hyménium de la chanterelle des charbonnières se présente sous forme de plis blancs et ramifiés sous le chapeau, d'apparence similaire à ceux de certaines chanterelles ou craterelles.